# Kent State University
Kent State University (ook bekend als Kent, Kent State, en KSU) is een publieke onderzoeksuniversiteit in Kent, Ohio in de Verenigde Staten. Naast de hoofdcampus in Kent heeft de universiteit nog zeven campussen in het noordoosten van Ohio. Met meer dan 40.000 studenten is Kent State University een van de grotere universiteiten in de staat.
De universiteit werd opgericht in 1910, oorspronkelijk als Kent State Normal School, een lerarenopleiding. Gedurende de jaren 70 stond de universiteit bekend vanwege het studentenprotest tegen de Amerikaanse betrokkenheid bij de Vietnamoorlog. Op 4 mei 1970 leidden deze protesten tot het Kent State-bloedbad waarbij 4 studenten werden doodgeschoten door de Nationale Garde.

## Alumni
Bekende alumni van Kent State University zijn onder andere Drew Carey, Arsenio Hall, Michael Keaton en Chrissie Hynde.